# Woland
Woland (în rusă Воланд, Voland) este un personaj fictiv din romanul Maestrul și Margareta al autorului rus (sovietic) de origine ucraineană Mihail Bulgakov, scris între 1928 și 1940. 
Woland este străinul și profesorul misterios (de magie neagră) a cărui vizită la Moscova determină intriga romanului și dă lumea peste cap.

## Context
Romanul afirmă că Woland este conducătorul forțelor Întunericului, opus lui Yeshua, conducătorul forțelor Luminii. Personajele din roman îl numesc pe Woland ca fiind Diavolul sau Satana. Cu toate acestea, cosmografia lumii lui Bulgakov diferă de cea tradițională creștină - atât Isus, cât și Diavolul sunt diferiți în această lume, raiul și iadul nu sunt menționate deloc, iar despre „Divinitate” se vorbește la plural. Cercetătorii literari au găsit în lumea romanului asemănări cu ideologia maniheică sau gnostică, conform cărora sferele de influență din lume sunt clar împărțite între Lumină și Întuneric, acestea sunt egale, iar o parte nu poate - sau pur și simplu nu are dreptul să se amestece în treburile alteia.

## Descriere și concepție
Suita demonică a lui Woland, care include vrăjitoare, vampiri și o pisică uriașă care vorbește, rolul său în complot și faptul că Voland este un cuvânt în limba germană (acum învechit) pentru un diavol sau un spirit rău,  toate indică faptul că el este, de fapt, Diavolul. Alte interpretări controversate îl văd ca fiind Apostolul Petru (bazat pe remarca lui Isus către Petru, „Mergi înapoia Mea, Satană”) sau chiar a Doua Venire a lui Hristos.
Edward Ericson susține că Woland este în esență „Satana din teologia creștină ortodoxă (în special ortodoxă rusă) [...] El este atât un ispititor al oamenilor, cât și un instrument involuntar al dreptății divine, o ființă care își datorează existența și puterea însuși celui căruia i se opune”.
La conceperea lui Woland, Bulgakov s-a inspirat foarte mult din figura lui Mefistofel din tragedia Faust a lui Goethe, o legătură explicită prin folosirea unui epigraf din versurile de la începutul romanului. În plus, numele Woland însuși este derivat dintr-un nume prin care Mefistofel se referă la sine în timpul scenei nopții Valpurgiei: scutierul Voland (în germană Junker Voland ).  Alte aluzii la Mefistofel din lucrarea lui Goethe includ bastonul lui Woland cu cap de pudel și șchiopatul său. O altă influență asupra creației lui Woland este opera Faust a compozitorului francez Charles Gounod.

## În adaptări

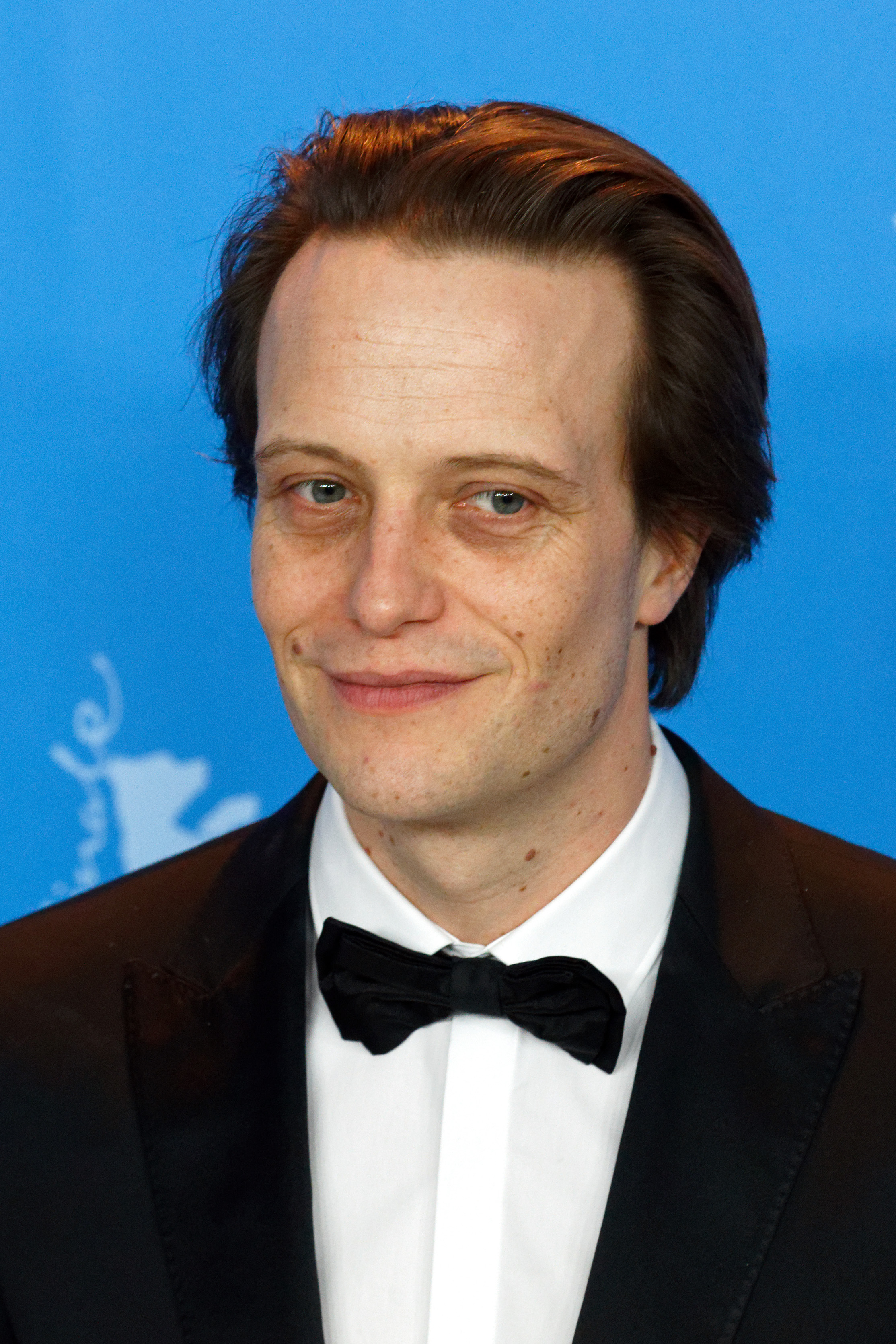
August Diehl (l-a interpretat pe Woland în filmul Maestrul și Margareta din 2024.

- Veniamin Smehov l-a jucat într-o adaptare pentru teatru la Moscova.
- În adaptarea italo-iugoslavă din 1972, Il maestro e Margherita, Woland a fost interpretat de actorul francez Alain Cuny.
- În serialul TV polonez din 1990, Mistrz i Malgorzata, Woland a fost interpretat de Gustaw Holoubek.
- În filmul rusesc din 1994, Woland a fost interpretat de Valentin Gaft⁠(d).
- În mini-serialul rus din 2005, Woland a fost interpretat de Oleg Basilashvili.
- În filmul rusesc din 2024, Woland a fost interpretat de August Diehl⁠(d).

## Citate
„Iartă-mă, dar asta n-o cred, exclamă Woland. E imposibil, manuscrisele nu ard.” – Către Maestru

„Da, omul este muritor, dar asta n-ar fi încă nimic. Rău e că lucrurile se petrec uneori subit — aici e clenciul.” – Către Berlioz 